# Johann Christoph Demuth
Johann Christoph Demuth (* 2. April 1764 in Petersdorf bei Sagan in Schlesien; † 30. Mai 1831 in Flensburg) war ein deutscher Schauspieler, Sänger, Musikdirektor und Stadtmusikant.

## Leben
Johann Christoph Demuth war der Sohn eines Schullehrers aus Petersdorf. Seine Kindheit und Jugend sowie Ausbildung sind nicht dokumentiert. Ab ungefähr 1795 arbeitete er als Schauspieler und Sänger. Danach wirkte er als Musikdirektor am Hoftheater in Schleswig, das Landgraf Karl von Hessen-Kassel gehörte. Hier folgte er ggf. 1798 auf Direktor Phanty.
Am 6. Dezember 1798 heiratete Demuth in erster Ehe die Schauspielerin und Sängerin Maria Catharina Henriette Groß (* um 1781 in Hamburg). 1804 wechselte er als Stadtmusikant nach Flensburg, blieb aber noch kurzzeitig auch in Schleswig tätig.
Am 21. März 1810 heiratete er in zweiter Ehe Dorothea Jansen aus Stralsund. Er hatte einen Sohn namens Heinrich Rudolph Julius (* 26. März 1801 in Schleswig; † 7. November 1880 in Altona), der nach dem Tod seinen Vater dessen Stellen als Theaterkapellmeister und Stadtmusikant übernahm. Als letzter Stadtmusikant Flensburgs ging er 1858 in Pension. Er beschäftigte sich insbesondere mit dem Theater und präsentierte hier mehrere eigene Werke.

## Wirken als Musiker
In Flensburg richtete Demuth öffentliche Konzerte im Schauspielhaus aus, spielte in Kirchen der Stadt und schuf die „Konzerte in der Harmonie“, die Einwohner Flensburgs 1804 als geselligen Verein gegründet hatten. Außerdem musizierte er auf Freiluftkonzerten in der Marienhölzung, die sogenannten „Holzkonzerte“. Als Flensburger Stadtmusikant musste er den Niedergang des Stadtmusikantentums erleben, das als überaltert galt. Aufgrund behördlich angeordneter Kürzungen und steigender Konkurrenz Seitens der Militärmusik sank das Ansehen seines Amtes und seine Entlohnung beträchtlich.
Demuth schrieb viele Gelegenheitskompositionen, zumeist Kirchenmusiken, von denen nur die Texte bekannt sind.